# Piet Penning de Vries
Pater Piet Penning de Vries s.j. (Leiden, 15 maart 1928 – Kerkrade, 10 maart 1995) was een Nederlands priester, jezuïet, spirituaal te Rolduc en dichter van kerkliederen.
Piet Penning de Vries maakte een bewogen jeugd mee. Zijn vader heeft hij nooit gekend. Vanaf zijn vijfde levensjaar verbleef Penning in tehuizen voor verweesde jeugd. Zijn priesterroeping ontwaakte kort voor hij naar een voogdijschool in Roermond vertrok. Eind 1944 werd hij op 16-jarige leeftijd als dwangarbeider naar Duitsland gedeporteerd samen met de hele Roermondse mannelijke bevolking van zijn leeftijd en ouder. Zijn ontsnapping en eenzame terugtocht naar Nederland verhaalde hij in een schoolschrift onder de titel Pelgrimsgedachten.
Na zijn priesterwijding in 1961 werd hem de geestelijke vorming van de jonge jezuïeten in Nederland toevertrouwd aan het Maastrichtse Canisianum. In 1967 verruilde hij die stad voor Amsterdam. Penning de Vries was een kritisch observator van de crisis bij de jezuïeten en in de Nederlandse Kerkprovincie en gaf aan honderden priesters en religieuzen geestelijke leiding in deze jaren.
In 1973 werd hij spirituaal in de nieuwe Roermondse priesteropleiding in Rolduc. Meer dan anderen zou hij een geestelijke stempel drukken op wie daar werden gevormd.
Bijna de helft van de bisschoppen van Nederland die in 2012 in functie waren en honderden priesters werden gevormd onder de geestelijke leiding van Piet Penning de Vries.